# リジェンティス
リジェンティス株式会社（英: RegeneTiss Inc.）は長野県岡谷市に本社をおく、医薬部外品、化粧品等のヘルスケア商品の開発と製造販売、新規医薬品及び医療機器開発を行っている大学発のベンチャー企業である。

## 概要
日本人初の生体内ポリリン酸の研究を開始した代表の柴肇一（スタンフォード大学医学部生化学科のアーサー・コーンバーグ教授〈1959年にノーベル生理学・医学賞受賞〉の研究室に博士研究員として留学。帰国後は北海道大学の助教授として赴任）が、2004年1月に設立。組織再生促進効果をもつポリリン酸ナトリウムの医薬関連製品への応用技術を核として事業を展開。平成13年度（2001年 - 2003年）、文部科学省 独創的革新技術開発研究提案公募制度（ミレニアム・プロジェクト）に採択され、さらに2003年度 - 2005年度には、独立行政法人新エネルギー・産業技術総合開発機構 (NEDO) 産業技術実用化開発事業に採択され、ポリリン酸ナトリウムの新規応用性を幅広く権利化し、特に効果の高い「分割ポリリン酸」を商品化して医薬部外品・化粧品に応用。その後、歯科医療やオーラルケア分野において製品を開発し、販売を行っている。

## 受賞歴
- 2005年4月 第5回バイオビジネスコンペJAPAN【優秀賞】受賞[4]
- 2006年9月 独立行政法人中小企業基盤整備機構「中小企業・ベンチャー挑戦支援事業」に採択される[5]
- 2007年10月 社団法人首都圏産業活性化協会主催ビジネスプランコンテスト2007【関東経済産業局長賞】受賞[6]
- 2009年10月	日本バイオベンチャー大賞【フジサンケイ ビジネスアイ賞】受賞[7]
- 同年12月 第7回多摩ブルー・グリーン賞、多摩ブルー賞【優秀賞】、特別賞【関東経済産業局長賞】ダブル受賞[8][9]
- 2011年2月 Japan Venture Awards JVA審査委員会特別賞【大学発ベンチャー特別賞】受賞[10][11]